# 纖腰參珠螺
纖腰參珠螺（学名：Triphora episcopalis）为左錐螺科左錐螺屬下的一个种。